# Prêmio Paul Langevin
O Prêmio Paul Langevin (em francês:  Prix Paul Langevin) é um prêmio de física em memória de Paul Langevin. É concedido anualmente desde 1957 pela Société française de physique a físicos franceses por trabalhos em física teórica.

## Recipientes
- 1957 Yves Ayant
- 1958 Jacques Winter
- 1959 Roland Omnès
- 1960 Philippe Nozières
- 1961 Cyrano de Dominicis
- 1962 Jacques Villain
- 1963 Claude Cohen-Tannoudji
- 1964 Marcel Froissart
- 1965 Robert Arvieu
- 1966 Roger Balian
- 1967 Jean Lascoux
- 1968 Émile Daniel
- 1969 Jean Ginibre
- 1970 Daniel Bessis
- 1971 M. Verlet
- 1972 Claude Itzykson
- 1973 André Neveu
- 1974 Édouard Brézin
- 1975 Dominique Vautherin
- 1976 Gérard Toulouse
- 1977 Jean Zinn-Justin
- 1978 Jean Iliopoulos
- 1979 Richard Schaeffer
- 1980 Roland Seneor und Jacques Magnen
- 1981 Yves Pomeau
- 1982 Pierre Fayet
- 1983 Serge Aubry
- 1984 Thibault Damour
- 1985 Mannque Rho
- 1986 Bernard Julia
- 1987 Bernard Souillard
- 1988 Paul Manneville
- 1989 Jean Bellissard
- 1990 Pierre Coullet
- 1991 Jean-Bernard Zuber
- 1992 Rémi Mosseri
- 1993 Jean-François Joanny
- 1994 Dominique Escande
- 1995 Costas Kounnas
- 1996 Vincent Hakim
- 1997 Patrick Mora
- 1998 Denis Bernard
- 1999 Pierre Binetruy
- 2000 Jean-Louis Barrat
- 2001 Vincent Pasquier
- 2002 Leticia Cugliandolo und Jorge Kurchan
- 2004 Bart Van Tiggelen
- 2005 Satya Majumdar
- 2008 Rémi Monasson
- 2009 Alain Barrat[1]
- 2010 Jean-Philippe Uzan